# 隐鞭藻属
隐鞭藻属（学名：Hillea）是隐鞭藻科的一属。

## 下属物种
本属包括以下物种：
- Hillea fusiformis (J.Schiller) J.Schiller, 1925
- Hillea marina Butcher, 1952